# Félix Ruiz Hernández
Félix Ruiz Hernández (Málaga, 7 de enero de 1982) es un empresario español conocido por haber fundado en 2006 la compañía telefonicaespañola Tuenti y ser presidente ejecutivo de la plataforma de empleo Jobandtalent.

## Biografía
Antes de terminar la licenciatura en Administración y Dirección de Empresas en la Universidad Francisco de Vitoria, Ruiz comenzó a dar forma a Tuenti en su último año de carrera junto a sus socios Zaryn Dentzel, Joaquín Ayuso y Kenny Bently. Juntos consiguieron convertir a Tuenti en la red social para adolescentes más popular de España entre el 2009 y el 2012. En esta empresa, Ruiz se encargó del desarrollo de marketing de producto y entre el 2007 y 2008, fue el Chief Revenue Officer. 
Félix Ruiz permaneció en Tuenti hasta el 2013, tres años después de que Telefónica adquiriera esta red social por un valor superior a los 70 millones de euros.
Desde 2012, es accionista de la startup Jobandtalent y en julio de 2014, se convierte en Presidente de esta empresa tras haber sido una persona decisiva en la ronda de financiación de Jobandtalent en el verano del 2014. Su roll consistía en consolidar la expansión y crecimiento por Europa y Latinoamérica de esta startup, así como de supervisar el desarrollo de nuevos servicios y productos. Ruiz es también Co-Ceo , cofundador y mayor accionista de Playtomic, una aplicación para organizar partidos  de pádel creada en 2017.